# Bob Morane (serie televisiva 1998)
Bob Morane è una serie televisiva animata franco-canadese del 1998, basata sull'immaginaria superspia francese Bob Morane.
La serie è stata trasmessa per la prima volta in Canada su Super Écran dal 1º luglio 1998 al 22 giugno 1999 e in Francia su Canal+ dal 2 settembre al 29 novembre 1998, per un totale di 26 episodi ripartiti su una stagione. In Italia è stata trasmessa su RaiSat Ragazzi dal 14 giugno 2001.

## Episodi
| Stagione       | Episodi | Prima TV originale | Prima TV Italia |
| -------------- | ------- | ------------------ | --------------- |
| Prima stagione | 26      | 1998-1999          | 2001            |

## Personaggi e doppiatori
- Bob Morane, voce originale di Emmanuel Jacomy.
- Bill Ballantine, voce originale di Marc Alfos.
- Sophia Paramount, voce originale di Frédérique Tirmont.
- Professor Clérembart, voce originale di Yves Barsacq.
- Simon Lusse, voce originale di Francis Lax.
- Staggart, voce originale di Hervé Bellon.